# Высшая лига КВН 1993
Сезон Высшей лиги КВН 1993 года — 7-й сезон с возрождения телевизионного КВН в 1986 году.
В этом году был сыгран «Супер-сезон», в который были приглашены только шесть команд. Среди них оказались три чемпиона КВН предыдущих сезонов: «Одесские джентльмены» (1986/1987 и 1990), НГУ (1987/1988 и 1991), а также «Парни из Баку» (1992) — это первый случай в истории Клуба, когда в сезон Высшей лиги вступил действующий чемпион. Ещё одним участником стала команда ЛФЭИ (который тогда уже назывался СПбУЭиФ), которая ни разу не проходила в полуфинал, но тем не менее, стала одной из главных команд того времени, войдя в состав сборной СНГ.
В сезоне 1993 нашлось место и для дебютантов, хотя один из них был таковым только условно, из-за нового состава. Команда «Дрим тим» объединила КВНщиков из двух команд-финалистов Высшей лиги, «Уральские дворники» и ДПИ. Вторым дебютантом стала первая белорусская команда возрождённого КВН — БГУ.
Сезон запомнился экспериментом команды НГУ. Новосибирцы решили создать команду КВН для женщин, и придумали новый образ «Девушек из джаза», в котором главные роли получали девушки из команды, а шутки были, в основном, на женские темы. В то время, команда «Дрим тим» придумала себе образ «мужей из командировки» и шутила на мужские темы, а также использовала много чёрного юмора в стиле команды ДПИ. «Девушек из Джаза» в итоге хватило только на четвертьфинальную игру — в полуфинале и финале новосибирцы уже играли своим привычным составом, и в итоге стали первыми и единственными трёхкратными чемпионами КВН.

## Состав
В сезон Высшей лиги 1993 были приглашены всего шесть команд:
1. БГУ (Минск)
2. Дрим тим (Донецк — Екатеринбург)
3. ЛФЭИ (Санкт-Петербург) — третий сезон в Высшей лиге, вуз команды на тот момент носил название СПбУЭиФ[2]
4. Парни из Баку (Баку) — второй сезон в Высшей лиге, действующие чемпионы Клуба
5. НГУ (Новосибирск) — третий сезон в Высшей лиге
6. Одесские джентльмены (Одесса) — третий сезон в Высшей лиге

Чемпионом сезона стала команда КВН НГУ, тем самым став первым (и на данный момент, единственным) трёхкратным чемпионом Клуба.

## Игры

### Четвертьфиналы
Первый четвертьфинал
Дата игры: 23 марта
- Тема игры: Малыш и Карлсон
- Команды: БГУ (Минск), ЛФЭИ (Санкт-Петербург), Одесские джентльмены (Одесса)
- Жюри: Анатолий Лысенко, Андрей Макаров, Виктор Мережко, Андрей Мягков, Людмила Гурченко, Юлий Гусман
- Конкурсы: Приветствие («Команда, которая живёт на крыше»), Разминка («Спокойствие, только спокойствие!»), Литературный экспромт («А потом пришло привидение»), Домашнее задание («Пустяки! Дело житейское!»)

| Команда              | Приветствие | Разминка | общий | Экспромт | общий | ДЗ  | Итого |
| -------------------- | ----------- | -------- | ----- | -------- | ----- | --- | ----- |
| БГУ                  | 3           | 2,7      | 5,7   | 2,2      | 7,9   | 5,5 | 13,4  |
| ЛФЭИ                 | 3,2         | 2,3      | 5,5   | 2,7      | 8,2   | 6,3 | 14,5  |
| Одесские джентльмены | 4,7         | 2,7      | 7,4   | 2,5      | 9,9   | 7   | 16,9  |

Результат игры:
1. Одесские джентльмены
2. ЛФЭИ
3. БГУ

- В эфире по причине низкого уровня выступлений был показан только один импровизационный конкурс — команды Санкт-Петербурга, в рамках которого Михаил Щедринский спародировал Яна Левинзона.
- В домашнем задании питерцев Марина Петрова показала пародию на Клавдию Шульженко (Ажужа Гермес).
- Одесситы показали домашнее задание о телефонном проводе («Вы так долго боролись за права негров, что наконец-то их получили!»).

Второй четвертьфинал
Дата игры: 7 апреля
- Тема игры: Маяковский
- Команды: Дрим тим (Донецк — Екатеринбург), НГУ (Новосибирск), Парни из Баку (Баку)
- Жюри: Анатолий Лысенко, Галина Волчек, Ярослав Голованов, Леонид Ярмольник, Сергей Шакуров
- Конкурсы: Приветствие («Я — КВНщик. Этим и интересен.»), Разминка («Если звёзды зажигают, значит это кому-то нужно.»), Литературный экспромт («Кулинарные советы»), Домашнее задание («Что такое хорошо и что такое плохо»)

| Команда       | Приветствие | Разминка | общий | Экспромт | общий | ДЗ  | Итого |
| ------------- | ----------- | -------- | ----- | -------- | ----- | --- | ----- |
| НГУ           | 4           | 4,8      | 8,8   | 4        | 12,8  | 4,8 | 17,6  |
| Парни из Баку | 4,4         | 4        | 8,4   | 4        | 12,4  | 6   | 18,4  |
| Дрим тим      | 4,8         | 4,6      | 9,4   | 3        | 12,4  | 6,4 | 18,8  |

Результат игры:
1. Дрим тим
2. Парни из Баку
3. НГУ

- В эфире был показан только один из литературных конкурсов — команды НГУ.
- На этой игре «Дрим тим» показали домашнее задание про «N-ское лесничество».

По итогам двух четвертьфиналов в полуфинал прошли первые и вторые места, однако на второй игре Масляков впервые ввёл президентское правление и взял в полуфинал также команду НГУ — «В джазе только девушки». Позже, команда «Одесские джентльмены» отказалась от участия в полуфинале, чтобы представить КВН на международном кино-рынке в Барселоне Существует также версия, что они отказались от игры, поскольку были авторами своих соперников по полуфиналу, «Парней из Баку». Об этом намекнула в одной из своих шуток в следующей игре команда НГУ (сказав, что помощь другим командам за деньги — это «по-джентльменски») — таким образом, команд в полуфиналах стало четыре.

### Полуфиналы
Первый полуфинал
Дата игры: 23 сентября
- Тема игры: Болдинская осень
- Команды: Парни из Баку (Баку), НГУ (Новосибирск)
- Жюри: Анатолий Лысенко, Александр Иванов, Александр Пашутин, Галина Волчек, Григорий Горин
- Конкурсы: Приветствие («Проба пера»), Разминка («Вечные вопросы»), Музыкальный конкурс («Румяный критик мой»), Капитанский конкурс («Поэтические цитаты»), Домашнее задание («Унылая пора, очей очарованье…»)

| Команда       | Приветствие | Разминка | общий | Муз. конкурс | общий | Капитанский | общий | ДЗ  | Итого |
| ------------- | ----------- | -------- | ----- | ------------ | ----- | ----------- | ----- | --- | ----- |
| Парни из Баку | 4           | 4,8      | 8,8   | 4,8          | 13,6  | 2,5         | 16,1  | 6,6 | 22,7  |
| НГУ           | 4           | 4,3      | 8,3   | 4,9          | 13,2  | 2,6         | 15,8  | 6,9 | 22,7  |

Результат игры:
1. НГУ; Парни из Баку

- Капитанский конкурс играли Анар Мамедханов (Баку) и Владимир Руднев (НГУ).
- В музыкальном конкурсе НГУ показали номер про Пушкина в стиле «что вижу, то пою» («Встал, поклонился ушёл»), а домашнее задание завершили песней «Болдинская осень с комендантским часом».
- «Парни из Баку» в своём домашнем задании показали пародию на фильм «Формула любви», адаптировав его под пост-перестроечную действительность в СНГ.

Второй полуфинал
Дата игры: 8 октября
- Тема игры: Свадьбы, свадьбы, свадьбы
- Команды: ЛФЭИ (Санкт-Петербург), Дрим тим (Донецк — Екатеринбург)
- Жюри: Виталий Павлов, Александр Иванов, Юлий Гусман, Питер Фишер, Аркадий Инин
- Конкурсы: Приветствие («У вас товар — у нас купец»), Разминка («Съезжалися к загсу трамваи…»), Музыкальный конкурс («Какая свадьба без баяна?!»), Капитанский конкурс («Тосты тамады»), Домашнее задание («В разгаре свадьба…»)

| Команда  | Приветствие | Разминка | общий | Муз. конкурс | общий | Капитанский | общий | ДЗ  | Итого |
| -------- | ----------- | -------- | ----- | ------------ | ----- | ----------- | ----- | --- | ----- |
| ЛФЭИ     | 3,3         | 4,9      | 8,2   | 4            | 12,2  | 2           | 14,2  | 6   | 20,2  |
| Дрим тим | 3,5         | 4,4      | 7,9   | 4,5          | 12,4  | 2           | 14,4  | 6,2 | 20,6  |

Результат игры:
1. Дрим тим
2. ЛФЭИ

- Капитанский конкурс играли Михаил Щедринский (Санкт-Петербург) и Михаил Агранат («Дрим тим»).
- В музыкальном конкурсе питерцы показали песенный номер про свадьбу на Красной площади и отказе от старых ценностей.
- На этой игре «Дрим тим» показали домашнее задание «Золушок»[7].

### Финал
Дата игры: 24 декабря
- Тема игры: СуперКВН
- Команды: Дрим тим (Донецк — Екатеринбург), НГУ (Новосибирск), Парни из Баку (Баку)
- Жюри: Андрей Макаров, Анатолий Лысенко, Галина Волчек, Александр Пашутин, Михаил Мишин, Леонид Белов, Владимир Евтушенков, Олег Толкачёв, Пётр Сапрыкин, Александр Никитин, Василий Шахновский, Константин Буравлёв
- Конкурсы: Приветствие («Суперобложка»), Разминка («Супервещь»), Музыкальный конкурс («Супершлягер»), Домашнее задание («Супермаркет»)

| Команда       | Приветствие | Разминка | общий | Муз. конкурс | общий | ДЗ  | Итого |
| ------------- | ----------- | -------- | ----- | ------------ | ----- | --- | ----- |
| Дрим тим      | 4,3         | 5,8      | 10,1  | 4,9          | 15    | 5,9 | 20,9  |
| НГУ           | 4,7         | 5,2      | 9,9   | 5            | 14,9  | 6,4 | 21,3  |
| Парни из Баку | 4,5         | 5        | 9,5   | 4,8          | 14,3  | 6,9 | 21,2  |

Результат игры:
1. НГУ
2. Парни из Баку
3. Дрим тим

Команда НГУ стала чемпионом Высшей лиги 1993.
- Эту игру судили два состава жюри — обычный и жюри из членов Правительства Москвы. После каждого конкурса оба состава объявляли оценки, которые они поставили командам. Суммой за конкурс был средний балл, сложенный из двух объявленных оценок. Когда члены жюри объявили оценки за последний конкурс, команда «Дрим тим», не дожидаясь подсчёта баллов на компьютере начала уходить со сцены, а их соперники стали праздновать свою победу. После оглашения оценок, когда Елена Богатова объявила, что НГУ опередили бакинцев на одну десятую балла, представители правительства Москвы поднялись на сцену и вручили ковёр с изображением Георгия Победоносца Константину Наумочкину, его команда в этот момент уже открыла бутылку шампанского и продолжала праздновать. В это время возмущённые болельщики «Парней из Баку» начали двигаться в сторону сцены и требовать пересчёта баллов. Масляков предложил поверить компьютеру, но бакинские КВНщики и их болельщики начали доказывать, что баллы были округлены неправильно: компьютер округлял до десятых — в таком случае действительно победила команда НГУ, но если округлять до сотых, результат получается 21,30 — 21,25 в пользу «Парней из Баку». Вокруг компьютера собрались представители и болельщики команд, которым Богатова пыталась объяснить, что компьютер всё подсчитал правильно. Члены жюри после совещания пришли к единому решению по поводу чемпиона 1993 года. Константин Буравлёв заявил: «Мы отдаём должное настойчивости команды Баку, которая боролась, но по нашему решению победили „Девушки“».
- В финальной игре участвовали те же команды, которые соревновались во втором четвертьфинале. Результат на этот раз получился обратным.
- В Музыкальном конкурсе НГУ спели песни «Плачет девушка с автоматом», «Московский Жир» и «Что такое шлягер?»
- НГУ стали первой командой, не занявшей первые места во всех играх чемпионского сезона, а также первой командой, ставшей чемпионом после проигрыша на одной из стадий и добора.

## Члены жюри
В сезоне 1993 игры Высшей лиги КВН судили 24 человека.
4 игры
- Анатолий Лысенко

3 игры
- Галина Волчек

2 игры
- Юлий Гусман
- Александр Иванов
- Андрей Макаров
- Александр Пашутин

1 игра
- Леонид Белов
- Константин Буравлёв
- Ярослав Голованов
- Григорий Горин
- Людмила Гурченко
- Владимир Евтушенков
- Аркадий Инин
- Виктор Мережко
- Михаил Мишин
- Андрей Мягков
- Александр Никитин
- Виталий Павлов
- Пётр Сапрыкин
- Олег Толкачёв
- Питер Фишер
- Сергей Шакуров
- Василий Шахновский
- Леонид Ярмольник

## Видео
- Первый четвертьфинал
- Второй четвертьфинал
- Первый полуфинал
- Второй полуфинал
- Финал